# Gösta Pettersson
Gösta Pettersson   (Alingsås stadsförsamling, 23 de novembre de 1940) és un ciclista suec, ja retirat, que fou professional entre 1970 i 1974.
El seu principal èxit fou la victòria al Giro d'Itàlia de 1971. L'any anterior havia finalitzat tercer al Tour de França i guanyà el Tour de Romandia.
Anteriorment, com a ciclista amateur, aconseguí nombrosos èxits en guanyar tres medalles d'or als Campionats del món de ciclisme en la prova de contrarellotge per equips els anys 1967, 1968 i 1969 i tres medalles als Jocs Olímpics: una de bronze als de 1964 i una de plata i una de bronze als de 1968.

## Palmarès
- 1962 (amateur)
  - Campió de Suècia de CRI
  - Vencedor d'una etapa de la Volta a Tunísia
- 1963 (amateur)
  - Campió de Suècia de CRI
- 1964 (amateur) 
  - Campió de Suècia de CRI
  - 1r de la Volta a Tunísia i vencedor de 2 etapes
  -  Medalla de bronze als Jocs Olímpics d'Estiu de 1964 en la prova de 100 km CRE
  -  Medalla de bronze al Campionat del món amateur en la cursa en ruta individual
- 1966
  - Campió de Suècia en ruta
  - Campió de Suècia de CRI
- 1967 (amateur) 
  - Campió del món amateur en la prova de 100 km CRE
  - Campió de Suècia de CRI
  - 1r de la Volta al Marroc
  - 1r a la Scandinavian Race Uppsala
- 1968 (amateur) 
  - Campió del món amateur en la prova de 100 km CRE
  - Campió de Suècia en ruta
  - Campió de Suècia de CRI
  - 1r de la Milk Race i vencedor de 3 etapes
  -  Medalla de plata als Jocs Olímpics d'Estiu de 1968 en la prova de 100 km CRE
  -  Medalla de bronze als Jocs Olímpics d'Estiu de 1964 en la prova en ruta individual
- 1969 (amateur) 
  - Vencedor d'una etapa del Tour de l'Avenir
  - Campió del món amateur en la prova de 100 km CRE
  - 1r al Tour d'Algèria
- 1970
  - 1r al Tour de Romandia i vencedor d'una etapa
  - 1r a la Copa Sabatini
  - 1r al Trofeu Baracchi, amb Tomas Pettersson
- 1971
  -  1r al Giro d'Itàlia
  - 1r al Giro dels Apenins
  - 1r al Giro delle Marche
- 1972
  - Vencedor d'una etapa al Giro d'Itàlia
- 1973
  - Vencedor d'una etapa de la Volta a Suïssa

### Resultats al Giro d'Itàlia
- 1970. 6è de la classificació general
- 1971. 1r de la classificació general
- 1972. 6è de la classificació general. Vencedor d'una etapa
- 1973. 13è de la classificació general
- 1974. 10è de la classificació general

### Resultats al Tour de França
- 1970. 3r de la classificació general
- 1971. Abandona (14a etapa)